# 吴彪
吴彪（1910年—1997年），原名吴德彪，男，湖南长沙人，中华人民共和国军事人物，中国人民解放军少将，第五届全国政协委员。